# ヒッチハイクの賛否両論
『ヒッチハイクの賛否両論』（ひっちはいくのさんぴりょうろん、原題 The Pros And Cons Of Hitch Hiking）は、1984年に発表されたロジャー・ウォーターズのファースト・ソロ・アルバム。
本作の原案は『ザ・ウォール』（1979年）制作時に提示されていたが、内容が個人的すぎるという理由でメンバーから拒否された経緯がある。このアルバム発表時、ウォーターズはまだピンク・フロイドに在籍しており、本作発表後の1985年に正式に脱退を表明した。
フロイド時代の流れを汲むウォーターズ独特のコンセプト・アルバム。そのストーリーは、神経症を患った主人公が見ている夢を、聴き手が同時進行で追っていくというもの。かなり難解な内容で、登場人物の相関関係も分かりにくい。基本的には、妻との別れや新しい出会いを通して、主人公が人生の真実を悟るというストーリーになっている。各楽曲に付けられた時間が、そのまま夢を見ている時間を示している。
ゲスト・ミュージシャンとして、エリック・クラプトンやメル・コリンズ、アンディ・ニューマーク、デイヴィッド・サンボーンなどの豪華なメンバーが招かれている。なお、このアルバムはクラプトンのスライド・ギターが堪能できるアルバムとしても貴重で、クラプトンはアルバム発売後のツアーにも途中まで同行していた。当時のツアーではライブの後半に当アルバムの全曲演奏を行ない、続けて「狂人は心に～狂気日食」で締めるという流れだった。

## 収録曲
1. 4:30AM トラベリング・アブロード - "4:30 A.M. (Apparently They Were Travelling Abroad)"
2. 4:33AM ランニング・シューズ - "4:33 A.M. (Running Shoes)"
3. 4:37AM ナイフを持ったアラブ人と西ドイツの空 - "4:37 A.M. (Arabs With Knives And West German Skies)"
4. 4:39AM 初めての出来事 パート2 - "4:39 A.M. (For The First Time Today, Part 2)"
5. 4:41AM セックス革命 - "4:41 A.M. (Sexual Revolution)"
6. 4:47AM 愛の香り - "4:47 A.M. (The Remains Of Our Love)"
7. 4:50AM フィッシング - "4:50 A.M. (Go Fishing)"
8. 4:56AM 初めての出来事 パート1 - "4:56 A.M. (For The First Time Today, Part 1)"
9. 4:58AM さすらう事そして生きる事をやめる - "4:58 A.M. (Dunroamin, Duncarin, Dunlivin)"
10. 5:01AM ヒッチハイクの賛否両論 - "5:01 A.M. (The Pros and Cons of Hitch Hiking)"
11. 5:06AM ストレンジャーの瞳 - "5:06 A.M. (Every Strangers' Eyes)"
12. 5:11AM 透明なひととき - "5:11 A.M. (The Moment Of Clarity)"